# Daniel Kosmeľ
Daniel Kosmeľ (ur. 16 października 1974 w Namiestowie) – piłkarz słowacki występujący na pozycji środkowego pomocnika.

## Kariera klubowa
Daniel Kosmeľ rozpoczynał karierę piłkarską na początku lat 90. w słowackich drużynach występujących w niższych klasach rozgrywkowych: TJ Tatran Klin, MŠK Námestovo oraz w ZŤS Martin, gdzie podpisał pierwszy profesjonalny kontrakt.
W połowie 1997 roku przeniósł się do czeskiego SK Železárny Třinec; po rozegraniu jednej rundy podpisał kontrakt z Rakowem Częstochowa. W I lidze zadebiutował 7 marca 1998 roku w wygranym 1:0 meczu z Petrochemią Płock. Po sezonie Raków spadł z ekstraklasy zajmując w niej ostatnią, 18. lokatę. Po spadku do III ligi w sezonie 1999/2000 opuścił on klub, ogółem rozgrywając dla niego 67 meczów i zdobywając 10 bramek.
W sezonie 2000/2001 występował on w Ruchu Radzionków, z którym zajął ostatnie miejsce w tabeli ekstraklasy.
W 2001 roku zdecydował się on powrócić na Słowację, gdzie podpisał kontrakt z MŠK SCP Ružomberok i zadebiutował w Mars superlidze. Po jednym roku przeniósł się do MŠK Žilina. Z klubem tym osiągnął największe w swojej karierze sukcesy: dwukrotne mistrzostwo oraz Superpuchar Słowacji. Po zakończeniu umowy przeniósł się on do rosyjskiego Dinama Briańsk. W Priemjer-Lidze rozegrał 17 spotkań.
Od sezonu 2004/2005 Kosmeľ był graczem Slovana Bratysława, z którym po półtora roku awansował do słowackiej ekstraklasy. Następnie był graczem Interu Bratysława oraz MŠK Námestovo, w barwach którego zakończył karierę piłkarską.

## Kariera trenerska
W 2013 roku po kontuzji kolana oznaczającej półroczną rekonwalescencję zakończył karierę zawodniczą. Wkrótce potem został grającym trenerem amatorskiego klubu FK Oravan Oravská Jasenica.

## Sukcesy
- 2 x mistrzostwo Słowacji – MŠK Žilina (2003, 2004)
- 1 x Superpuchar Słowacji – MŠK Žilina (2004)